# Camponotus inconspicuus
Camponotus inconspicuus är en myrart som beskrevs av Mayr 1872. Camponotus inconspicuus ingår i släktet hästmyror, och familjen myror. Inga underarter finns listade.